# Paul Boyer (professeur de russe)
Pour les articles homonymes, voir Paul Boyer et Boyer.
Paul Boyer, né à Cormery (Indre-et-Loire) le 11 mars 1864 et mort à Paris le 1er octobre 1949, est un slaviste français.
Il inaugure la première chaire de russe à l'École des langues orientales de Paris en 1891. Administrateur de l'École de 1908 à 1936, il fonde en 1921, avec Antoine Meillet et André Mazon, la Revue des études slaves. En tant que membre du conseil de l'Association française des amis de l'Orient (d) à sa création en 1920-1921, il a comme mission l'encadrement et l'intégration des étudiants chinois, persans, siamois, hindous et indochinois qui sont de passage à Paris, pour les intégrer à la recherche en France. Il est également à l'origine de la création en 1927 de l'Association des élèves, anciens élèves et amis de l'École des langues orientales (d). 
Il a eu entre autres pour élève le linguiste Roger Bernard.
Il est inhumé au cimetière du Père-Lachaise (84e division).

## Principales publications
- Manuel pour l'étude de la langue russe, textes accentués, commentaire grammatical, remarques diverses en appendice, lexique, avec Nikolaï Vasilevitch Speranskiĭ, Armand Colin, Paris, 1905 ; 1935 ; 1951 ; 1957 ; 1967
- Chez Tolstoï, entretiens à Iasnaïa Poliana, Institut d'études slaves de l'Université de Paris, Paris, 1950